# August Storck
August Storck KG eller Storck er en tysk konfekturevirksomhed med hovedkvarter i Berlin. Virksomheden ejes af Axel Oberwelland. Den blev etableret af August Oberwelland (tidligere navngivet August Storck) i 1903.
De har produktionsfaciliteter i Halle, Nordrhein-Westfalen; Ohrdruf, Thüringen; Winchester, England og Skanderborg, Danmark.
Deres konfekturemærker inkluderer: Bazooka, Bendicks, Campino, Knoppers, Mamba, Merci, Riesen, Toffifee og Werther's Original.